# Huân chương Thụy Bảo
Huân chương Thụy Bảo (瑞宝章 (Thụy Bảo chương) Zuihō-shō, tiếng Anh: Order of the Sacred Treasure) là một huân chương của Nhật Bản được hoàng đế Thiên hoàng Minh Trị lập ra vào ngày 4 tháng 1 năm 1888. Ban đầu huân chương Thụy Bảo có 8 hạng, đến 2003 được thay đổi thành 6 hạng, loại bỏ 2 hạng thấp nhất. Huân chương này được trao cho những người có cống hiến nổi bật trong các lĩnh vực nghiên cứu, kinh tế, công nghiệp, chăm sóc sức khỏe, công tác xã hội, lĩnh vực quản lí chính quyền trung ương và địa phương hay cải thiện đời sống người khuyết tật.
Ban đầu, huân chương Thụy Bảo chỉ được trao cho nam giới, đến năm 1919 mới được trao cho cả nữ. Huân chương Thụy Bảo có thể được trao cho cả dân sự lẫn quân sự. Yêu cầu để nhận được huân chương Thụy Bảo thấp hơn huân chương Mặt trời mọc. Khác với các huân chương của các nước châu Âu, huân chương Thụy Bảo có thể được trao cho cả người đã mất.

## Các thứ hạng
| Mẫu các thứ hạng của huân chương Thụy Bảo | Mẫu các thứ hạng của huân chương Thụy Bảo | Mẫu các thứ hạng của huân chương Thụy Bảo    |
| 1888–2003                                 | 2003–nay                                  |                                              |
| ----------------------------------------- | ----------------------------------------- | -------------------------------------------- |
|                                           |                                           | Dải huân chương xuất sắc                     |
|                                           |                                           | Hạng 2 - Sao vàng và bạc                     |
|                                           |                                           | Hạng 3 - tia vàng và ruy băng cổ             |
|                                           |                                           | Hạng 4 - Tia vàng cùng hình hoa hồng         |
|                                           |                                           | Hạng năm - tia vàng và bạc                   |
|                                           |                                           | Hạng 6 - Tia bạc                             |
|                                           |                                           | Hạng 7 - Huy chương chữ thập (Đã bỏ từ 2003) |
|                                           |                                           | Hạng 8 - Huy chương 3 góc (Đã bỏ từ 2003)    |
|                                           |                                           | Dải huy chương chung cho các thứ hạng        |